# Гаруспик

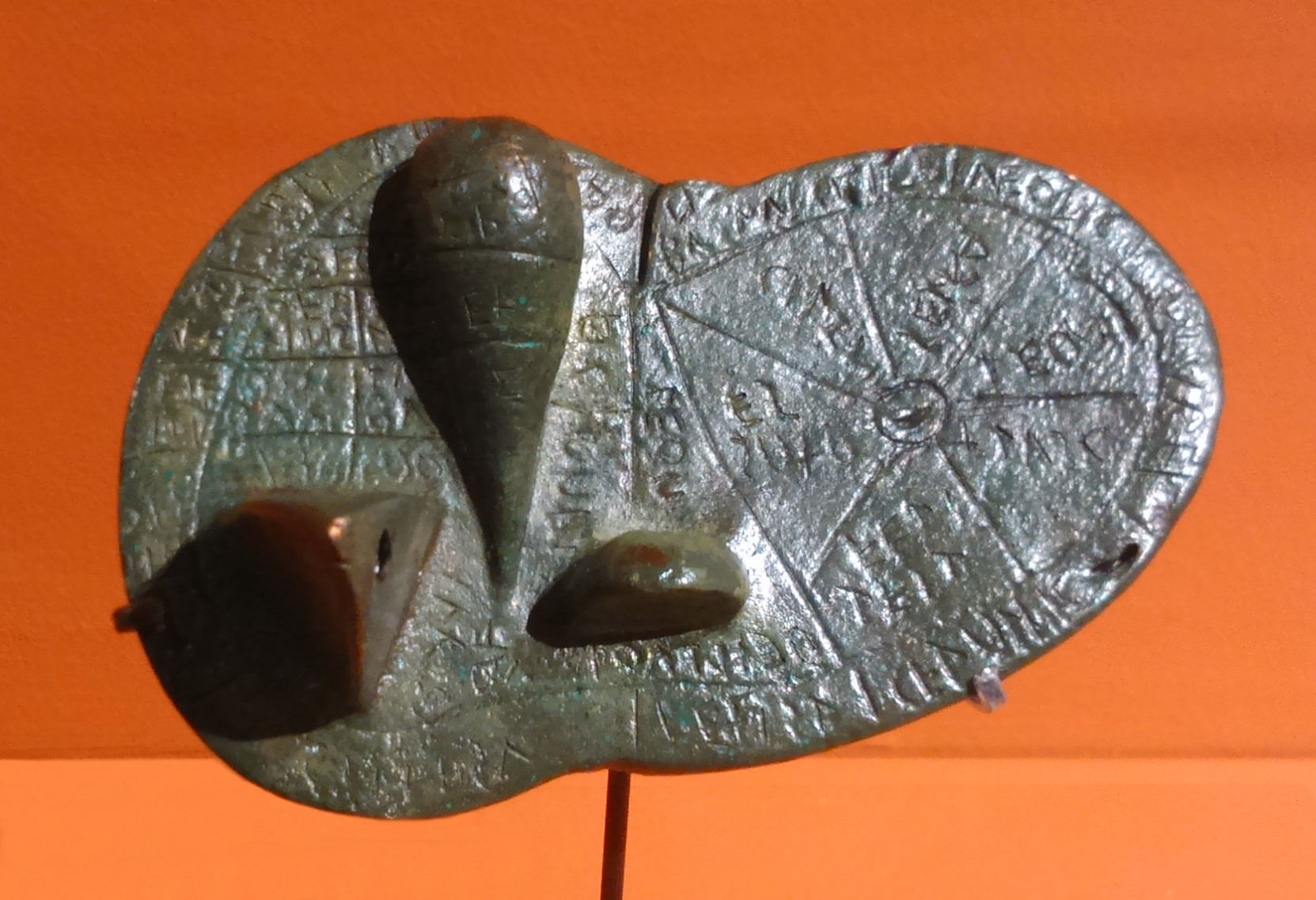
Бронзовая печень из Пьяченцы. Этрусский артефакт для гаруспиций

Гару́спик (лат. haruspex, от hirae (этр. harus) — кишки, внутренности и лат. specio — наблюдаю) — жрец в Древней Этрурии, позже — в Древнем Риме, гадавший по внутренностям жертвенных животных, особенно часто — печени. Лучшими гаруспиками в Риме считались этруски, от которых и был заимствован этот вид гадания — гаруспиции. Однако не менее распространённым этот вид гадания был у шумеров, аккадцев (позднее вавилонян и ассирийцев), древних греков (Ксенофонт «Анабасис»). Многие греки, а не только сами жрецы, разбирались в этих гаданиях и присутствовали при вскрытии печени.
Наиболее важным жертвенным животным был чёрный баран или, за отсутствием оного, овца. Все модели печени, дошедшие до нас, соответствуют размерам и формам этого животного. Помимо печени использовались и другие органы: сердце (только с III века до нашей эры), лёгкие, толстая кишка и, возможно, селезёнка, но печень так и оставалась основным органом для прорицания. Плохим знаком было любое ненормальное строение печени, а также её отсутствие или небольшой размер органа.
Согласно бронзовой печени из Пьяченца, конкретные зоны органа были предназначены для конкретного божества, где и искались аномалии или паразиты. Критерии оценки (цвет, форма, размер, симметрия, консистенция, мембраны, наросты, аномалии жёлчного пузыря и др.) были сложными и соответствовали общей системе строения космоса.
Постигая премудрости прорицательства, будущие предсказатели обучались по терракотовым моделям. По-видимому, из-за того, что люди по большей части пользуются правой рукой, правая сторона органа связывалась с удачей, а левая — с грядущими срывами, провалами и неудачами. Чтобы предсказание было наиболее полным, требовалось рассмотреть обе стороны.
В древности предсказание будущего по внутренностям животных стало неотъемлемой частью принятия государственных решений. Так, например, гадали накануне закладки храмов и дворцов, перед вступлением в войну, назначением чиновников и в качестве меры безопасности перед торжественными выходами царя.